# 96
96 је била преступна година.

## Догађаји
- 96-192 - Антонинова династија у Риму.
- 96-98 - Цар Рима Нерва, Марко Кокеј.
- Залагањем преторијанског префекта Петронија Секунда и Партенија, за цара је проглашен Домицијанов убица, представник старог сенаторског племства Нерва (који се у Галији скривао од Домицијановог гнева). Војници су убили Домицијанове убице, упркос Нервином отпору.
- До 96. - Први епископ Крита Свети Тит, ученик апостола Павла.
- 96-114/16 - Свети Игњатије изабран за епископа Антиохије .

### Септембар
- 18. септембар — Након убиства Домицијана, Римски сенат је за новог императора изабрао Нерву, првог од Пет добрих царева.

## Смрти
- 18. септембар — Домицијан, римски цар (р. 51)